# Hister montenegrinus
Hister montenegrinus är en skalbaggsart som beskrevs av J. Müller 1900. Hister montenegrinus ingår i släktet Hister och familjen stumpbaggar. Inga underarter finns listade i Catalogue of Life.